# Xanthopterin
Xanthopterin ist eine heterocyclische Verbindung, die sich vom Pterin ableitet. Es tritt als gelbes Pterinpigment z. B. in Schmetterlingsflügeln auf, aus denen 1889 Frederick Gowland Hopkins erstmals derartige Farbstoffe extrahierte. Heinrich Otto Wieland und Clemens Schöpf isolierten Xanthopterin 1924 aus den Flügeln des Zitronenfalters in Reinform. Die Strukturaufklärung des Xanthopterins erfolgte jedoch erst im Jahre 1940 durch Robert Purrmann.
Xanthopterin ist auch in anderen Insekten und Organismen verbreitet; so findet es sich in Wespen und im menschlichen Urin. Verschiedene Mikroorganismen können aus Xanthopterin Folsäure herstellen.
Siehe auch: Phototrophie#Phototrophe Opisthokonta, Absatz: Phototrophie mit Xanthopterin

## Eigenschaften
Eine Kristallstrukturanalyse von Xanthopterin liegt noch nicht vor, wegen der Schwierigkeit, geeignete Kristalle zu züchten. Dagegen konnte Xanthopterin-hydrochlorid röntgenographisch untersucht werden: es zeigt die abgebildete 4,6-Dioxo-Struktur, wobei die Protonierung am N(3) erfolgt.
Xanthopterin wird relativ leicht oxidiert, wobei durch Oxygenierung an C-7 Leukopterin entsteht.

## Synthesen
Purrmann erhielt Xanthopterin aus 2,4,5-Triamino-6-hydroxypyrimidin und Dichloressigsäure in zwei Syntheseschritten, Koschara in einem Schritt mit Glyoxylsäure.